# Korey Wise
Korey Wise (nascido Kharey Wise, 26 de julho de 1972) é um ativista norte-americano que viaja pelos Estados Unidos defendendo a reforma da justiça criminal. Wise compartilha suas histórias de ser injustamente condenado no caso da corredora do Central Park (junto com Raymond Santana Jr., Kevin Richardson, Antron McCray e Yusef Salaam) pelo ataque a Trisha Meili, uma mulher branca de 28 anos que praticava corrida no Central Park, bem como ataques a outras oito pessoas na noite de 19 de abril de 1989. Wise passou aproximadamente 13 anos preso, mantendo sua inocência de 1989 até ser inocentado em 2002.
Aos 16 anos, Wise era o mais velho dos chamados "Cinco do Central Park" e o único dos cinco a cumprir toda a sua pena no sistema prisional de adultos. Em seus anos de cárcere ele foi espancado por outros presos, tachado de estuprador e chantageado por policiais. Passou anos tendo alucinações dentro de uma solitária. Ele não era suspeito de nenhum dos crimes inicialmente, e acompanhou livremente seu amigo até a delegacia. Uma vez lá, porém, os detetives decidiram interrogá-lo e conectá-lo ao estupro de Meili, apesar de seu nome não constar originalmente da lista de suspeitos.
Em 2015, Wise doou US$ 190.000 para o Projeto de Inocência da Faculdade de Direito da Universidade do Colorado, que foi renomeado como Projeto de Inocência Korey Wise.
Em 2019, a história foi dramatizada e lançada como uma minissérie de quatro episódios na Netflix intitulada When They See Us (no Brasil, Olhos que Condenam). O ator Jharrel Jerome ganhou o Prêmio Emmy de melhor ator em minissérie ou telefilme por sua interpretação de Wise.
Em julho de 2019, Wise comprou um condomínio com vista para o Central Park. Ele é o único dos cinco que escolheu continuar residindo na cidade de Nova York após sua libertação. Durante a pandemia COVID-19, Wise ajudou a fornecer sustento aos residentes mais velhos do Harlem.